# レコメン!A
『レコメン!Ａ』（レコメンエー）は、文化放送で2024年4月5日から9月27日まで放送されたラジオ番組。
なお、番組名末尾の「Ａ」の表記は、半角ではなく全角文字が正式なものとなっている。

## 概要
月曜から木曜に放送されている夜ワイド番組『レコメン!』の金曜版である、2024年3月29日まで放送された『内田理央のレコメン!FRIDAY』の後継番組として放送を開始した。
前番組同様『レコメン!』のスピンオフ番組として、文化放送が強みとするアニメを主眼に置き、ナビゲーターを務める甲斐彩加（文化放送アナウンサー）がアニメソングを紹介することを主題に据えており、リスナーが聴きたい音楽や番組がリスナーにレコメンドしたい音楽、新旧問わず話題のアニメソングを選曲し幅広い世代が楽しめるようにするほか、アーティストからのコメントやゲストを迎えてのトークも送る。
なお、アニメソングを扱うという番組主旨から「文化放送A&Gゾーン」の範疇となるが、『レコメン!』のスピンオフ番組という立場から、前番組に引き続き文化放送公式サイトの番組表上では「I&C（アイドル&お笑い）」番組の扱いとなっている。
2024年9月27日をもって終了。2024年10月からは週替わりパーソナリティによる『レコメン?』を放送するため、2年間にわたってきた『レコメン!』ブランドのA&G系生ワイド番組は終了する。

## 放送時間
- 毎週金曜日 21時 - 22時30分
- ナイターシーズンは『文化放送ライオンズナイター』の中継が延長した場合、最大で21時30分開始に変更、10分刻みで放送時間縮小となる。

## 出演者

### ナビゲーター
- 甲斐彩加（文化放送アナウンサー）

## タイムテーブル
- 21:45 - Lucky²のラッキートーク！[注 2]

### 主なコーナー
アニソン!逆リクエスト
甲斐がリクエストしたテーマ・シチュエーションにあうアニメソングを1ヶ月間募集する。
ホント?ウソ?アニメみたいな話クイズ
アニメや漫画みたいな「本当のエピソード」またはそう見せかけた「嘘のエピソード」を募集、その真偽を甲斐が当てる。

## ゲスト
- 2024年4月19日：今江大地[4]
- 2024年5月24日：今江大地[5]
- 2024年6月14日：今江大地[6]
- 2024年6月21日：鶴屋美咲・増田來亜（Girls²）[7]
- 2024年7月19日：今江大地[8]
- 2024年7月26日：若井友希（i☆Ris）[9]
- 2024年8月23日：今江大地[10]
- 2024年9月13日：コアラモード.[11]
- 2024年8月23日：今江大地[2]

## 特別編成
- 2024年4月26日：レコメン!Ａスペシャル 楠木ともり The Music Reverie[12]
- 2024年6月7日：TOOBOEと林士平の“マンガ・オンガク道”[13]
- 2024年7月5日：22時までの短縮放送[注 3]
- 2024年8月9日：齊藤京子のザ・ベスト10[15]
- 2024年8月16日：レコメン!Ａスペシャル 楠木ともり The Music Reverie[16]
- 2024年8月30日：田中美久のレコメン![17]
- 2024年9月20日：教えて！TOOBOE先生SP〜TOOBOEと三原康司の世界一やさしい作曲講座〜[18]